# NGC 276
NGC 276 este o galaxie spirală situată în constelația Balena. A fost descoperită în 10 octombrie 1886 de către Frank Muller. De asemenea, a fost observată încă o dată de către Herbert Howe și încă o dată în 3 noiembrie 1898 de către DeLisle Stewart.